# Voorlopige voorziening
Een voorlopige voorziening is in het Nederlandse rechtssysteem de mogelijkheid om een tijdelijke maatregel te vragen in afwachting van een bestuursrechtelijk besluit of een vonnis in een bodemprocedure.

## Bestuursrecht
Een voorlopige voorziening is de mogelijkheid voor een persoon, organisatie of instelling om  bij de voorzieningenrechter een door een bestuursorgaan genomen besluit dat in werking treedt voorlopig ongedaan te maken. Deze mogelijkheid is geregeld in art. 8:81 Awb.
Een voorlopige voorziening kan alleen worden toegekend als:
1. kan worden aangetoond dat er spoed bij is en een uitspraak dus noodzakelijk is om een onomkeerbare situatie te voorkomen (bijvoorbeeld het kappen van een boom) en
2. er reeds of tegelijkertijd een bezwaarschriftprocedure is opgestart en nog niet is voltooid of ook een beroepschrift is ingediend tegen een besluit op een bezwaar.

Wanneer aan deze twee voorwaarden wordt voldaan zal de rechter zo snel mogelijk proberen te komen tot een uitspraak. De uitspraak is meestal ofwel dat de voorlopige voorziening niet wordt toegekend (de inwerkingtreding wordt niet opgeschort), ofwel de inwerkingtreding wordt wél opgeschort tot een bepaalde datum, meestal tot 6 weken na uitspraak in de procedure van bezwaar, beroep of hoger beroep. De uitspraak is bindend voor beide partijen en er is geen hoger beroep tegen mogelijk.
Als de voorlopige voorziening aangevraagd wordt in een beroep of hoger beroep kan de rechter, als hij daar aanleiding toe ziet, meteen uitspraak doen in de bodemprocedure.

## Burgerlijk procesrecht
Ook in het burgerlijk procesrecht bestaat de mogelijkheid tot het verzoeken van een voorlopige voorziening in een bodemprocedure (art. 223 Rv). Dit kan worden vergeleken met een kort geding binnen een bodemprocedure.
Een vonnis in kort geding wordt ook wel aangeduid met voorlopige voorziening (en de rechter in kort geding met voorzieningenrechter).